# Shikona
Un shikona (改名歴 en japonés) es el nombre de ring de un luchador de sumo.
Al igual que con los nombres japoneses estándar, un shikona consiste en el equivalente de un “apellido” y un “nombre dado”, y el nombre completo se escribe primero el apellido en primer lugar. Sin embargo, el nombre dado raramente se usa fuera de las ocasiones formales o ceremoniales. Por lo tanto, el ex yokozuna Asashōryū Akinori suele denominarse simplemente Asashōryū. Al dirigirse a un luchador de sumo de las divisiones makuuchi o jūryō , debe usarse el sufijo -zeki (関) en lugar del habitual japonés -san (さん). El nombre a menudo es dado, pero no siempre, el nombre real del luchador, aunque generalmente se asemeja a un nombre masculino japonés dado. Estos se cambian con más frecuencia el apellido del shikona, al capricho del luchador individual. Los luchadores extranjeros siempre toman un nombre dado diferente, que es invariablemente un nombre masculino japonés.
A menudo, al unirse al sumo profesional, el shikona de un luchador es el mismo que su apellido. Como un luchador asciende a través de las filas del sumo, hay una expectativa de que va a cambiar su shikona a algo diferente de su apellido. A menudo, los establos esperan que su luchador adopte un nuevo shikona al entrar en la división profesional jūryō. Sin embargo, el tiempo depende de las tradiciones de nomenclatura de los establos individuales. Los luchadores de la Kokone beya por ejemplo, adoptan a menudo un shikona diferente al entrar en la división inferior de sandanme, mientras que los luchadores de la Sadogatake beya generalmente toman una shikona diferente de sus nombres familiares de unirse como un aprendiz, incluso si el shikona es simplemente el carácter 琴 (koto) adjunto al principio de sus apellidos.
Las opciones de nombramiento para los luchadores varían ampliamente dependiendo de la tradición individual de la heya (establo) y algo menos sobre las preferencias del luchador. Por ejemplo, la Oguruma beya tiene la tradición de sus luchadores adoptando eventualmente un shikona terminando en el carácter 風 (kaze), que deriva del nombre del fundador del establo, Kotokaze. En otro ejemplo de una tradición de nomenclatura, muchos, pero no todos, los luchadores de la heya de larga data de la Dewanoumi beya adoptan un shikona que comienza con los caracteres 出羽 (dewa), derivado del nombre del establo. Sobre una base individual, muchos shikona de los luchadores a menudo son asociados de donde son. Un ejemplo es la prevalencia de los luchadores de Hokkaidō que usan el primer carácter de Hokkaidō, que es 北, que significa “norte”, en su shikona.
Los luchadores que muestran promesa también pueden tomar el shikona de un luchador del pasado bien establecido a quien tienen algún tipo de conexión, como ser del mismo establo o ser un pariente cercano. Un ejemplo histórico de luchadores del mismo establo son los dos yokozuna llamados Umegatani, mientras que otro ejemplo sería el de dos luchadores llamados Tochinowaka. Un ejemplo de un luchador tomando el shikona de un pariente cercano es el ex ōzeki Tochiazuma, hijo del ex sekiwake Tochiazuma; mientras que otro ejemplo sería el del maegashira Sadanoumi hijo del ex komusubi Sadanoumi.
Mientras que la mayoría de los luchadores mantienen su shikona sin cambios después de cambiarlo de su apellido, algunos han sido conocidos por cambiar su shikona establecido por otras razones, algunas de las cuales están tratando de cambiar su suerte, revigorizarse a sí mismos u otros caprichos personales. Un ejemplo es el ex ōzeki Kotoōshū, cuya actuación había sido decepcionante desde la promoción a ōzeki, por lo que hubo un cambio sutil en el último carácter de su nombre, con 琴欧州 convirtiéndose en 琴欧洲, en un intento de obtener mejores resultados. Otro ejemplo es el shikona del ex ōzeki Kaiō (魁 皇), que fue originalmente establecido para ser leído como Kaikō cuando lo adoptó, pero en última instancia se utilizó Kaiō como la pronunciación en su lugar como se sentía que era un nombre más fuerte.
En casos raros, algunos luchadores de sumo han mantenido sus verdaderos nombres como su shikona, los ejemplos prominentes son Wajima, Hasegawa, Dejima y Shimotori. Un claro ejemplo es el popular luchador Endō quien hasta ahora ha elegido mantener su verdadero nombre que es bastante popular como su shikona, ya que este parece ser un aspecto de su popularidad entre los fanes. Takayasu e Ishiura son otros luchadores que utilizan sus verdaderos nombres.
Los luchadores extranjeros, en gran medida debido a las diferencias en la construcción de sus nombres, son desde el principio obligados a tomar una shikona diferente de su apellido y nombres dados. Mucho más a menudo que los luchadores japoneses, a menudo son shikona que dan una pista en cuanto a su origen: los nombres de los hermanos rusos Rohō (露鵬) y Hakurozan (白露山) ambos contenían el carácter 露, que es una abreviatura para Rusia; Kotoōshū (琴欧州), un búlgaro, el primer europeo en llegar a la división makuuchi contiene los caracteres 欧州, que significan “Europa”. Otro notable ejemplo es el luchador estadounidense Henry Armstrong Miller, quien peleó bajo el shikona de Sentoryū (戦闘竜), que significa “luchar contra el dragón de guerra”, pero también es homófono con San Luis, su ciudad de origen.  Los mongoles a menudo son identificables como tales, porque muchos de ellos utilizan el carácter del águila 鷲 (washi), del caballo 馬 (uma, ma, o ba), del lobo 狼 (rō), o del dragón 竜 o 龍 (ryū), que son todos venerados en Mongolia.
- Datos: Q4419053